# Ainhoa Artetxe
Ainhoa Artetxe Uriarte (Bilbao, Vizcaya, 16 de julio de 1993) es una actriz española de cine, teatro y televisión.

## Biografía
Se formó en artes escénicas e interpretación en la escuela superior de artes escénicas Ánima Eskola donde cursó interpretación con David Valdelvira, Marina Shimanskaya y Algis Arlauskas, formándose como actriz de método, bajo la metodología Stanislavsky-Vajtángov-M.Chéjov-Meyerhold (método ruso). Allí coincidió con el actor Koldo Olabarri, junto con el que estudió.
Posteriormente se trasladó a Madrid para formarse en arte dramático con el director de escena y profesor de teatro argentino Juan Carlos Corazza.
En el año 2011 interpretó la obra ¿Verdad que seremos para siempre?, una producción dirigida por Marina Shimanskaya y escenificada en el Teatro Campos Elíseos, con Koldo Olabarri entre otros miembros del reparto.
En 2012 participó en la producción Un día cualquiera en Moulin Rouge, una comedia musical escrita y dirigida por el director de escena David Valdelvira y escenificada en el Teatro Campos Elíseos, junto a Koldo Olabarri entre otros miembros del reparto. La obra tuvo muy buena acogida y se llevó a distintos teatros en los años 2012 y 2013. La producción teatral fue premiada con el Premio Buero Vallejo (2013), en la X edición de los premios.
En 2016 participó en la obra El lenguaje del amor y en 2017 en El gran mercado, ambas dirigidas por el director argentino Juan Carlos Corazza. Durante los años 2018 y 2021 fue parte del reparto de Mari eta gaileta fabrika, dirigida por la directora de teatro Olatz Gorrotxategi.
En el año 2016 entró a formar parte de la compañía de teatro joven de Pabellón 6 de Bilbao, con la que escenificó la obra Romeo y Julieta dirigida por Ramón Barea, con Koldo Olabarri y Nerea Elizalde también entre el reparto. También con la compañía de teatro joven de Pabellón 6 escenificó la obra ¿Qué fue de Ana García?, dirigida por Borja Ruiz, durante los años 2018 y 2021.
En 2020 coprotagonizó la miniserie Hondar Ahoak (bocas de arena), un thriller ubicado en la costa vasca, un 'noir' vasco, junto con Eneko Sagardoy y Nagore Aranburu. La miniserie tuvo una gran acogida y fue aclamada por la crítica y en 2021 se convirtió en un éxito cuando se emitió en streaming. En 2021 la serie recibió el Premio Argia en categoría audiovisual. También la coprotagonista Nagore Aranburu fue nominada a mejor actriz de televisión en los Premios de la Unión de Actores y Actrices Vascos por la serie.
También en 2020 fue parte del reparto de las series Patria, de HBO España, y La línea invisible, de Movistar+.
En el cine, Artetxe ha trabajado en varios cortometrajes y largometrajes, como en grandes producciones como Nora de Lara Izagirre en 2020 o Maixabel de Icíar Bollaín en 2021.

## Filmografía

### Cine
- 2025, Jone, batzuetan, dir. Sara Fantova
- 2021, Maixabel, dir. Icíar Bollaín
- 2020, Nora, dir. Lara Izagirre
- 2019, Gordeleku, dir. Ferran Ureña
- 2018, El color de las luces, dir. Jonas Alván
- 2018, Margadalena y Lilith, dir. Julio Vargas Buendía
- 2017, No me despertéis, dir. Sara Fantova
- 2017, Final de champions, dir. David Sañudo
- 2015, En el baño, dir. Sara Fantova y Lola Mariscal
- 2014, Historia de un sueño, dir. Berta Espina
- 2012, Lluvia

### Televisión
- 2020, Patria, HBO España
- 2020, La línea invisible, Movistar+
- 2020, Hondar ahoak, ETB1
- 2013, Goenkale, ETB1

### Teatro
- 2021-2022, Winona y Grace, dir. Alex Gerediaga[35][36][37]
- 2021, Tratando de hacer una obra que cambie el mundo, dir. Javier Liñera[38]
- 2021, La maniobra Heimlich o vomitando a los años 80, dir. Pako Revueltas[39][40][41]
- 2018-2021, ¿Qué fue de Ana García?, dir. Borja Ruiz
- 2018-2021, Mari eta gaileta fabrika, dir. Olatz Gorrotxategi
- 2018, Ser o no ser influencer, dir. Casimiro Aguza
- 2017, El gran mercado, dir. Juan Carlos Corazza
- 2016, El lenguaje del amor, dir. Juan Carlos Corazza
- 2016, Desconocidos, dir. David Sañudo
- 2016, On the air, dir. Graeme Miller
- 2016-2017, Romeo y Julieta, dir. Ramón Barea
- 2012, Va de cine, dir. Itziar Lazkano, Maitane Zalduegi y Gurutze Beitia (Bilbaoeszena)
- 2012, Un día cualquiera en el Moulin Rouge, dir. David Valdelvira (Premio Buero Vallejo 2013)
- 2011, ¿Verdad que seremos para siempre?, dir. Marina Shimanskaya

## Premios

### Premios Buero Vallejo
| Año  | Categoría                                       | Por                                  | Resultado |
| ---- | ----------------------------------------------- | ------------------------------------ | --------- |
| 2013 | Mejor montaje/producción/representación teatral | Un día cualquiera en el Moulin Rouge | Ganadores |